# Библиотека „Исидора Секулић” (Савски венац)
Библиотека „Исидора Секулић” је библиотека позајмног типа. Једна је од 13. организационих јединица, односно општинских мрежа Библиотеке града Београда, а основана је 1950. године. Налази се на адреси Васе Пелагића 33 на Савском венцу.

## Опште информације
Библиотека „Исидора Секулић” на Општини Савски венац постоји од 1950. године. На 15. седници Извршног одбора Народног одбора 7. рејона града Београда, одржаној 15. и 16. новембра 1950. године, донета је одлука о оснивању општинске библиотеке под називом „Библиотека Извршног одбора Народног одбора на Сењаку”.
Мрежу чине Централна библиотека „Бора Станковић”, која се налази у улици Гаврила Принципа бр. 40, и четири огранка. Централну библиотеку чине позајмно одељење у склопу којег се налази и дечје одељење, и читаоница. Простори у огранцима су обједињени, али су фондови одвојени, а у неким од огранака налази се простор за читање. Укупан фонд општинске библиотеке чини око 55.000 публикација.
Библиотека се годинама развијала споро, до јуна 1960. године располагала је фондом од 21.269 књига, распоређених у Централној библиотеци и Библиотеци „Јован Јовановић Змај” (касније огранку Централне библиотеке, јер је мрежа библиотека на овој општини формирана касније). Како говоре извештаји из тог периода, фонд је био премали да би подмирио потребе чланова. Библиотека мења назив у Библиотеку „Ђука Динић”, а 1968. добија и издвојено, независно Дечје одељење.
Током времена, мрежа библиотека се ширила, као што се и број јединица књижног фонда увећавао. Године 1989. након референдума, библиотеке Општине Савски венац интегрисане су са Библиотеком града Београда и од тада библиотеке територијално распоређене на овој општини раде као организационе јединице Библиотеке града Београда, а има их пет.

## Услуге
- Књиге за одрасле
- Књиге за децу и младе
- Читаоница
- Културно образовни програми

## Огранци
- Централно одељење „Бора Станковић”
- Огранак „Веселин Маслеша”
- Огранак „Јован Јовановић Змај”
- Огранак „Вељко Петровић”
- Огранак „Исидора Секулић”